# 빈트 앗사흔
빈트 앗사흔(아랍어: بنت الصحن) 또는 사바야(아랍어: سبايا)는 예멘의 후식이다. 밀가루, 달걀, 효모 및 사므나라 불리는 발효 정제버터를 혼합한 반죽으로 만들어 구운 후 꿀을 바르고 흑쿠민 씨를 뿌려 낸다.

## 같이 보기
- 예멘 요리